# Premi Nobel de Física

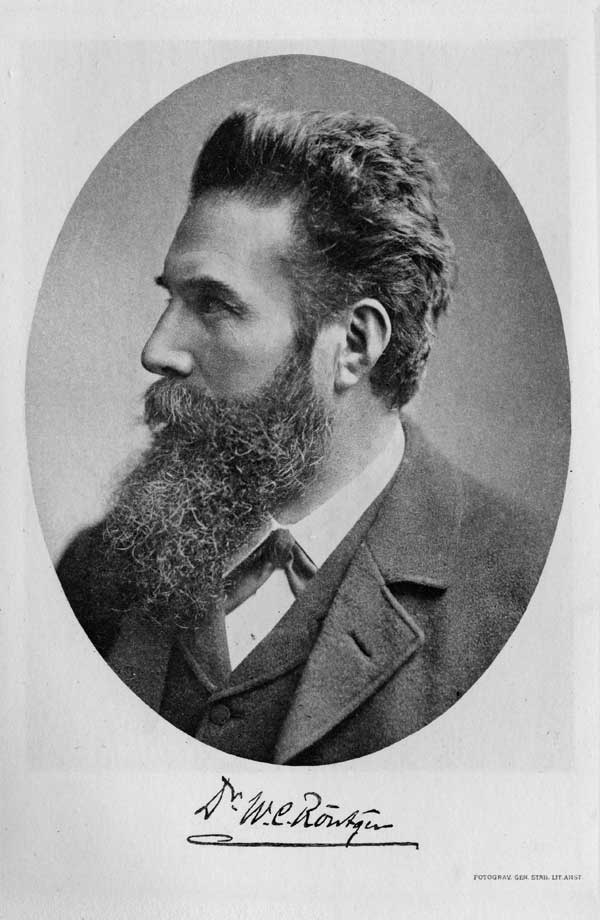
Wilhelm Röntgen, guanyador del primer Premi Nobel de Física

El Premi Nobel de Física és un dels Premis Nobel que s'atorguen anualment i és el guardó més prestigiós que es concedeix en l'apartat de física. El guanyador el decideix la Reial Acadèmia Sueca de Ciències, es lliura a Estocolm (Suècia) el 10 de desembre de cada any i té una dotació de 10 milions de corones sueques (aproximadament un milió d'euros).
L'únic físic que ha rebut aquest guardó en dues ocasions és John Bardeen, els anys 1956 i 1972.